# شصت و ششمین مراسم گلدن گلوب
۶۶مین مراسم گلدن گلوب به (انگلیسی 66th Golden Globe Awards) به افتخار بهترین فیلم و تلویزیون سال ۲۰۰۸ در ۱۱ ژانویه سال ۲۰۰۹ در هتل بورلی هیلتون شهر بورلی هیلز لس آنجلس کالیفرنیا برگزار شد. این مراسم از شبکه NBC پخش شد و در حدود ۱۴ میلیون بیننده داشت.
در این دوره بهترین فیلم درام و بهترین کارگردانی هر دو به میلیونر زاغه‌نشین رسید و دو زوج موفق هالیوود براد پیت و آنجلینا جولی برای بهترین بازیگر مرد و زن برای فیلم‌های مورد عجیب بنجامین باتن و بچه جایگزین نامزد دریافت گلدن گلوب شدن.
کیت وینسلت بازیگر نام آشنای هالیوود شب درخشانی را در این مراسم داشت، وی برای فیلم جاده انقلابی و فیلم کتابخوان برنده بهترین بازیگر زن و بهترین بازیگر مکمل زن شد.

## برندگان و نامزدها
| بهترین فیلم | بهترین فیلم |
| درام | موزیکال یا کمدی |
| --- | --- |
| - - میلیونر زاغه‌نشین - مورد عجیب بنجامین باتن - فراست/نیکسون - کتابخوان - جاده انقلابی | - - ویکی کریستینا بارسلونا - بخوان و بسوزان - بی غم - در بروژ - ماما میا! |
| بهترین اجرای فیلم - درام | |
| بهترین بازیگر مرد | بهترین بازیگر زن |

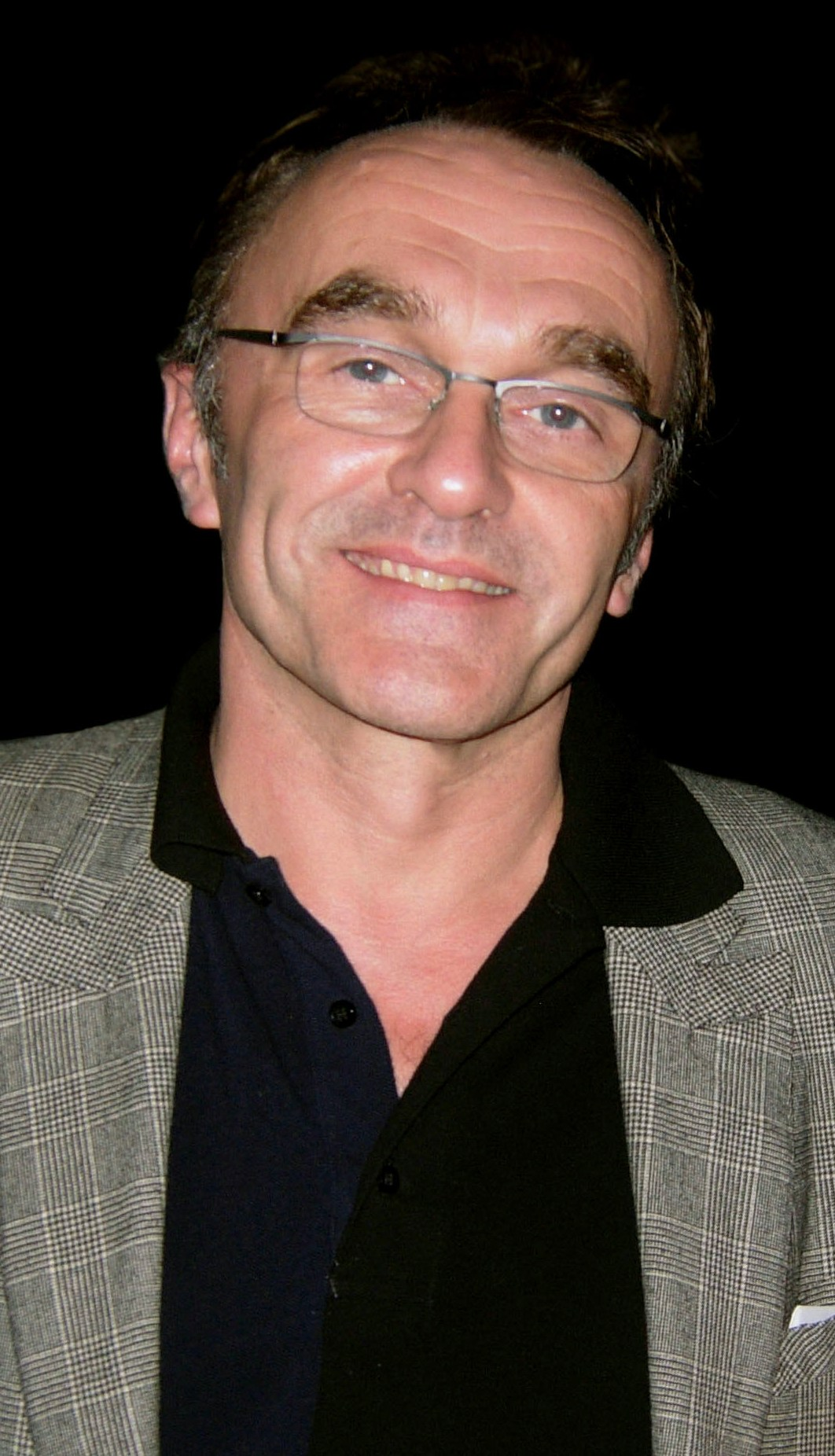
دنی بویل، برنده بهترین کارگردان

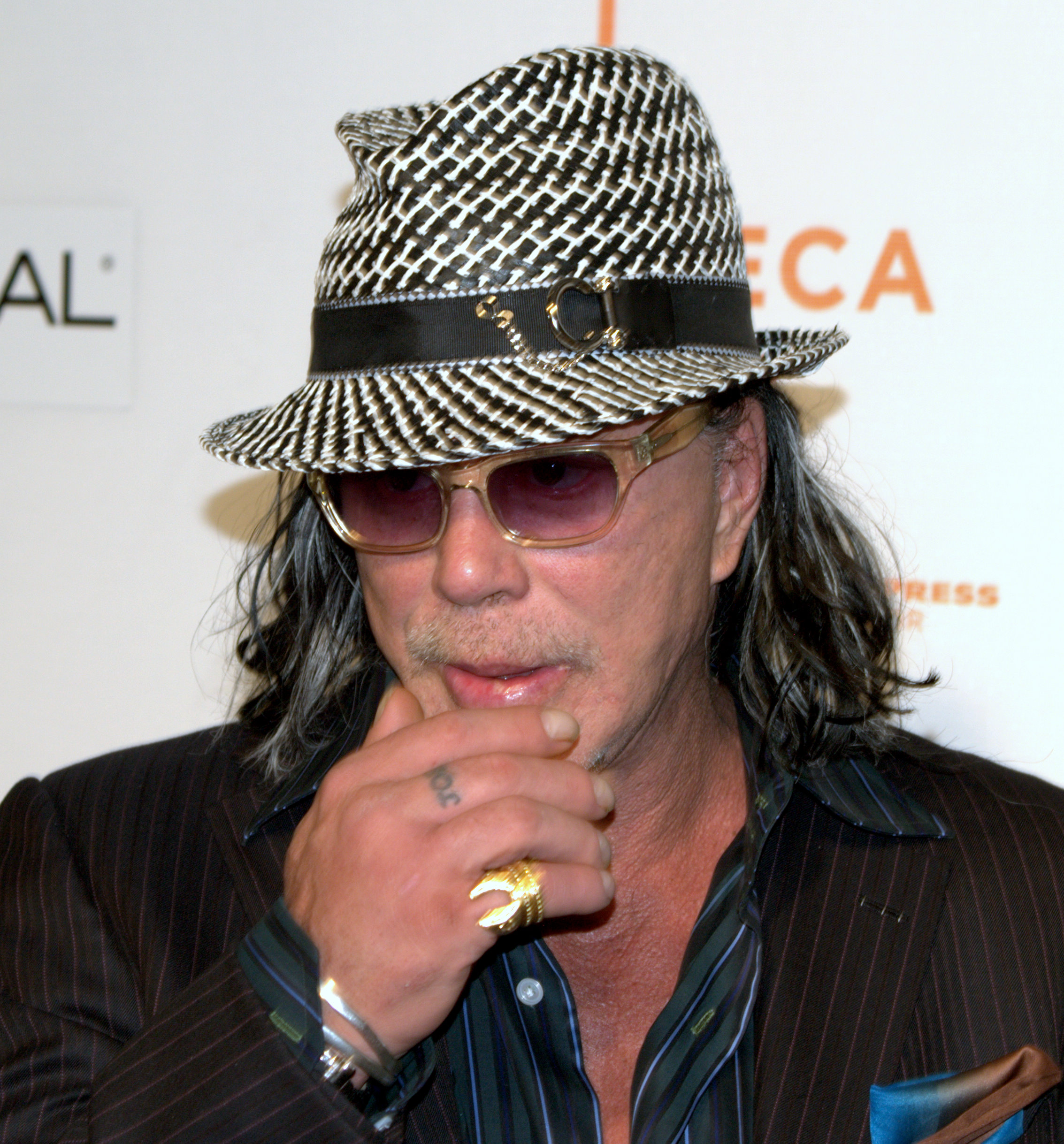
میکی رورک، برنده بهترین بازیگر مرد فیلم درام

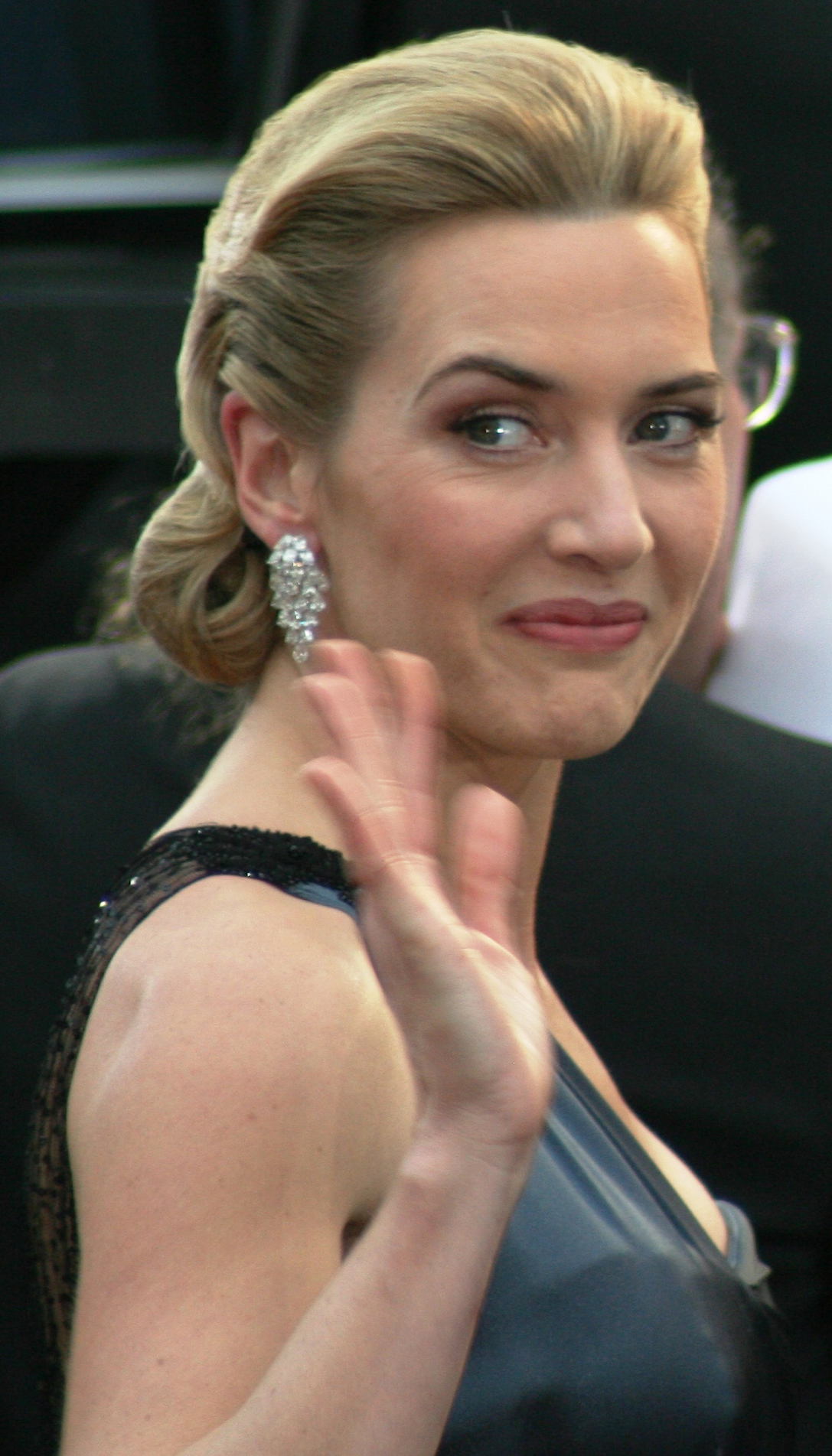
کیت وینسلت، برنده بهترین بازیگر زن فیلم درام

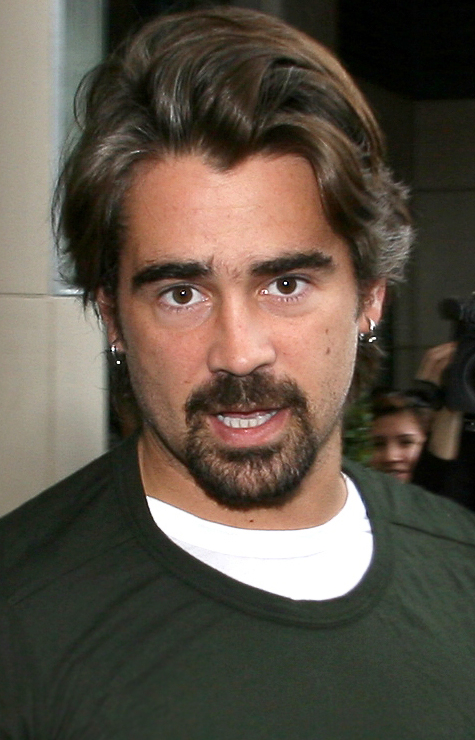
کالین فارل، برنده بهترین بازیگر مرد فیلم کمدی یا موزیکال

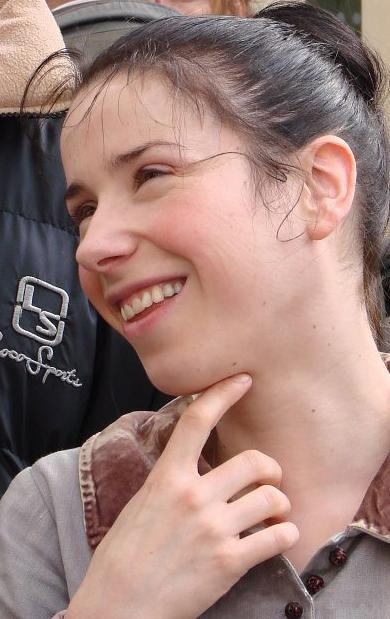
سالی هاوکینز، برنده بهترین بازیگر زن فیلم کمدی یا موزیکال

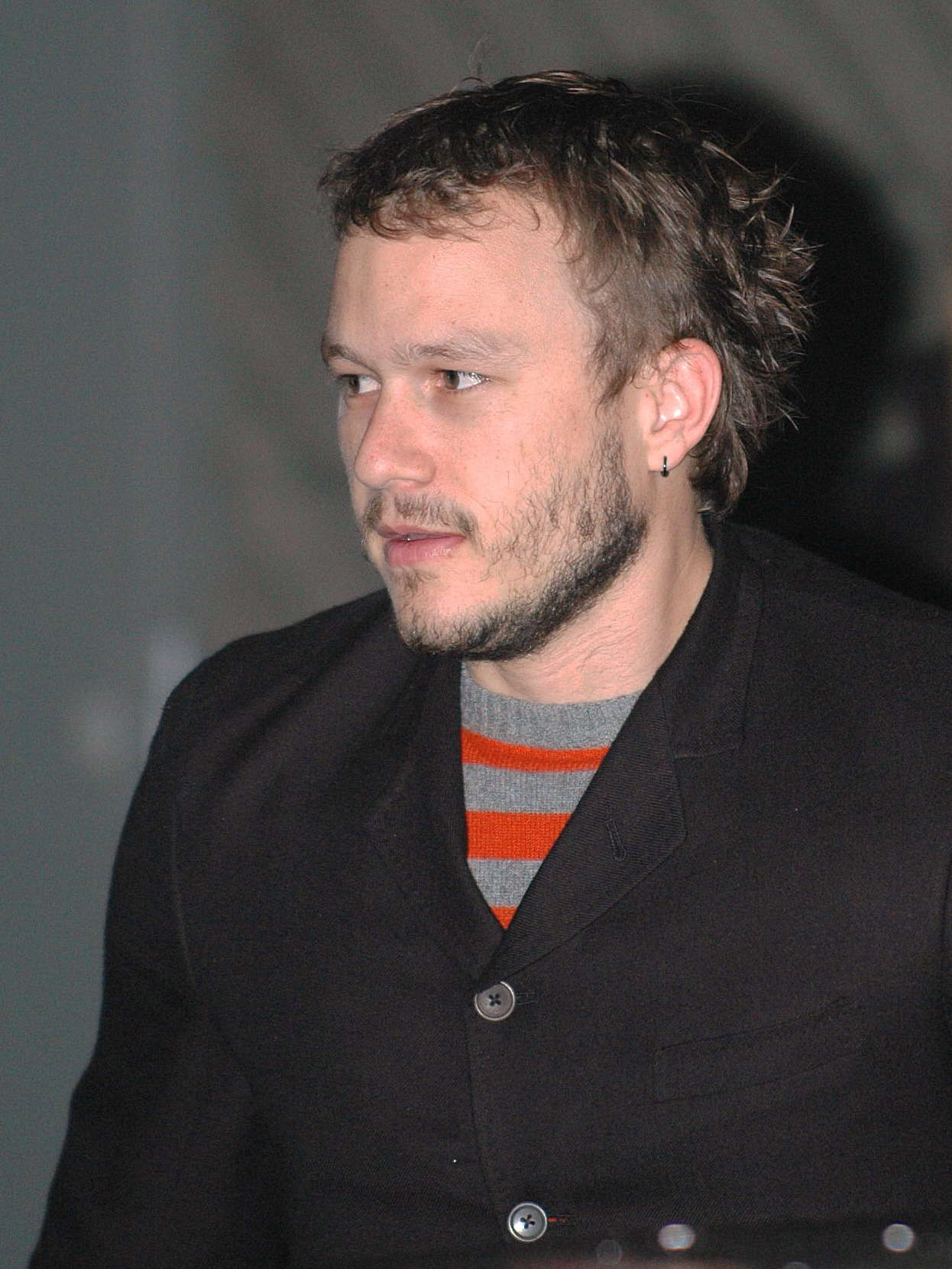
هیت لجر، برنده بهترین بازیگر مکمل مرد فیلم درام

| - - میکی رورک برای فیلم کشتی‌گیر - لئوناردو دی‌کاپریو برای فیلم جاده انقلابی - فرانک لانگلا برای فیلم فراست/نیکسون - برد پیت برای فیلم مورد عجیب بنجامین باتن - شان پن برای فیلم میلک                                      | - - کیت وینسلت برای فیلم جاده انقلابی - ان هتوی برای فیلم ریچل ازدواج می‌کند - آنجلینا جولی برای فیلم بچه جایگزین - مریل استریپ برای فیلم تردید - کریستین اسکات توماس برای فیلم خیلی وقت است دوستت دارم |
| بهترین اجرای فیلم - موزیکال یا کمدی | |
| بهترین بازیگر مرد | بهترین بازیگر زن |
| - - کالین فارل برای در بروژ - خاویر باردم برای فیلم ویکی کریستینا بارسلونا - جیمز فرانکو برای فیلم قطار آناناس - برندن گلیسون برای فیلم در بروژ - داستین هافمن برای فیلم آخرین فرصت هاروی                                | - - سالی هاوکینز برای فیلم بی غم - ربکا هال برای فیلمویکی کریستینا بارسلونا - فرانسیس مک‌دورمند برای فیلم بخوان و بسوزان - مریل استریپ برای فیلم ماما میا! - اما تامسون برای فیلم آخرین فرصت هاروی      |
| بهترین اجرای برای نقش مکمل در فیلم- درام، موزیکال یا کمدی | |
| بهترین بازیگر نقش مکمل مرد | بهترین بازیگر نقش مکمل زن |
| - - هیت لجر برای فیلم شوالیه تاریکی - تام کروز برای فیلمتندر استوایی - رابرت داونی جونیور برای فیلم تندر استوایی - رالف فاینس برای فیلم دوشس - فیلیپ سیمور هافمن برای فیلم تردید                                         | - - کیت وینسلت برای فیلم کتابخوان - امی آدامز برای فیلمتردید - پنه‌لوپه کروز برای فیلم ویکی کریستینا بارسلونا - ویولا دیویس برای فیلم تردید - مریسا تومه برای فیلم کشتی‌گیر                              |
| بهترین کارگردانی | بهترین فیلمنامه |
| - - میلیونر زاغه‌نشین برای کارگردانی دنی بویل - کتابخوان برای کارگردانی استیون دالدری - مورد عجیب بنجامین باتن برای کارگردانی دیوید فینچر - فراست/نیکسون برای کارگردانی ران هاوارد - جاده انقلابی برای کارگردانی سام مندس | - - میلیونر زاغه‌نشین - فراست/نیکسون - مورد عجیب بنجامین باتن - تردید - کتابخوان |

### فیلم‌هایی با چندین نامزدی
| نامزدی‌ها | فیلم                        |
| -------- | --------------------------- |
| ۵        | مورد عجیب بنجامین باتن      |
| ۵        | فراست/نیکسون                |
| ۵        | تردید                       |
| ۴        | کتابخوان                    |
| ۴        | جاده انقلابی                |
| ۴        | ویکی کریستینا بارسلونا      |
| ۴        | میلیونر زاغه‌نشین            |
| ۳        | کشتی‌گیر                     |
| ۳        | در بروژ                     |
| ۲        | تیزپا                       |
| ۲        | بخوان و بسوزان              |
| ۲        | بی غم                       |
| ۲        | بچه جایگزین                 |
| ۲        | من تورا بیش از حد دوست دارم |
| ۲        | آخرین فرصت هاروی            |
| ۲        | ماما میا!                   |
| ۲        | تندر استوایی                |
| ۲        | وال-ئی                      |
| ۱        | گره بادر ماینهوف            |
| ۱        | سوابق کادیلاک               |
| ۱        | شوالیه تاریکی               |
| ۱        | دعوت به جنگ                 |
| ۱        | دوشس                        |
| ۱        | لحظه‌های ماندگار             |
| ۱        | عموره                       |
| ۱        | گرن تورینو                  |
| ۱        | پاندای کونگ‌فوکار            |
| ۱        | ریچل ازدواج می‌کند           |
| ۱        | میلک                        |
| ۱        | قطار آناناس                 |
| ۱        | والس با بشیر                |

### فیلم‌هایی با چند جایزه
- میلیونر زاغه‌نشین ۴ گوی زرین
- کشتی‌گیر ۲ گوی زرین

## بهترین سریال تلویزیونی
| بهترین سریال                                      | بهترین سریال                                      |
| جایزه گلدن گلوب بهترین سریال تلویزیونی            | جایزه گلدن گلوب بهترین سریال موزیکال یا کمدی      |
| ------------------------------------------------- | ------------------------------------------------- |
| - - مد من - دکستر - دکتر هاوس - درمان - خون حقیقی | - - ۳۰ راک - کالیفرنیکیشن - دارودسته - دفتر - علف |

## برندگان گوی زرین مرد و زن سریال تلویزیونی

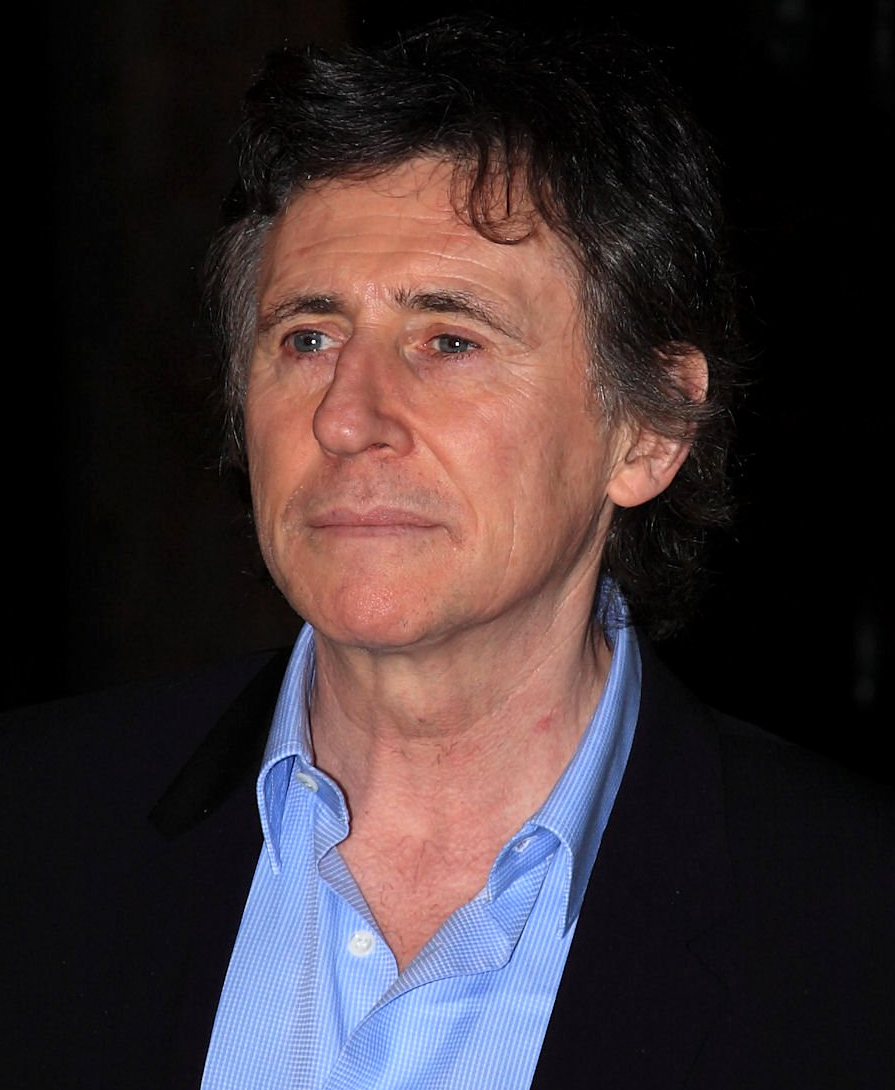
گابریل بیرن، برنده بهترین بازیگر نقش اول مرد در یک سریال تلویزیونی - درام
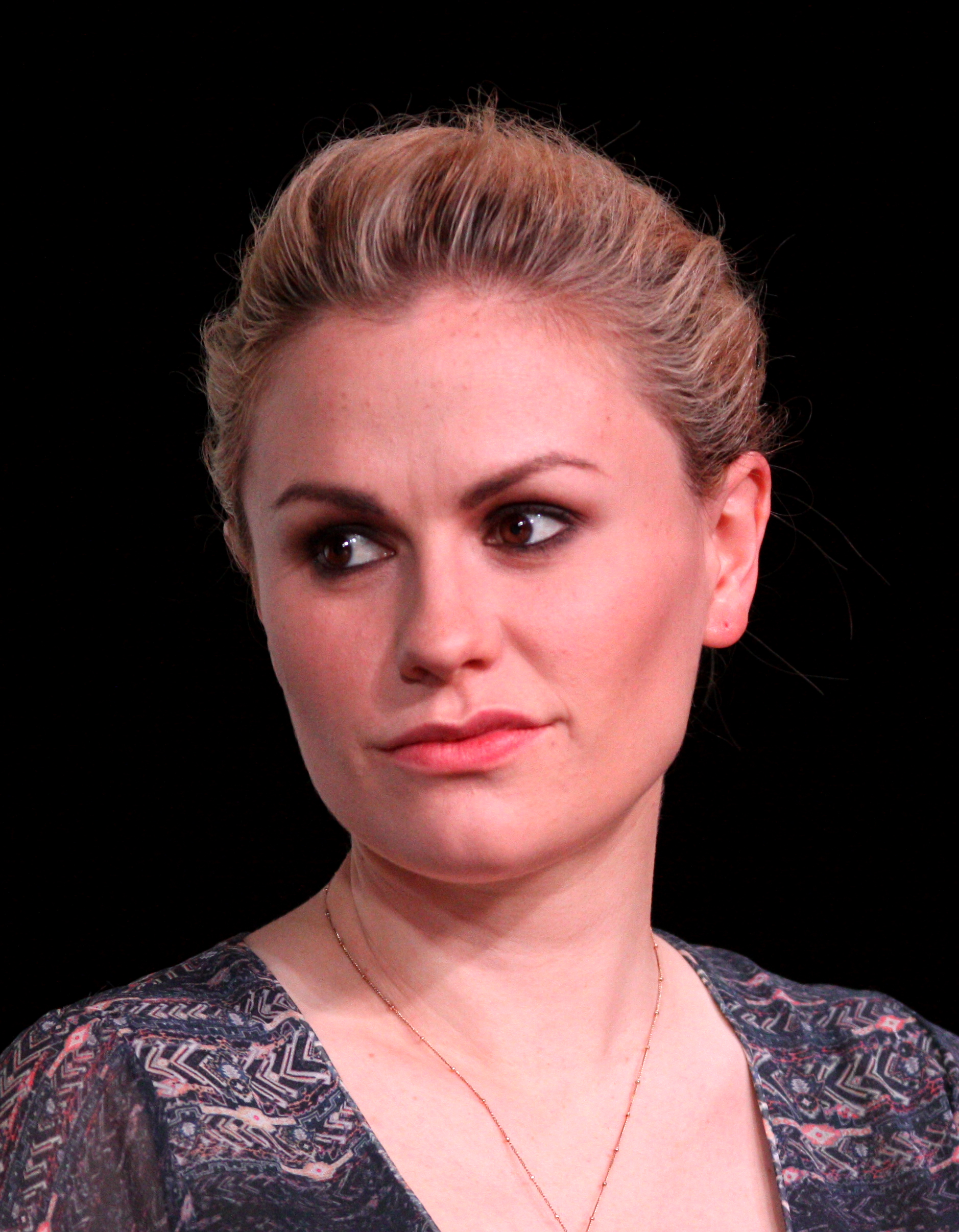
آنا پاکوین، برنده بهترین بازیگر نقش اول زن در یک سریال تلویزیونی - درام
الک بالدوین، برنده بهترین بازیگر نقش اول مرد در یک سریال تلویزیونی - موزیکال یا کمدی
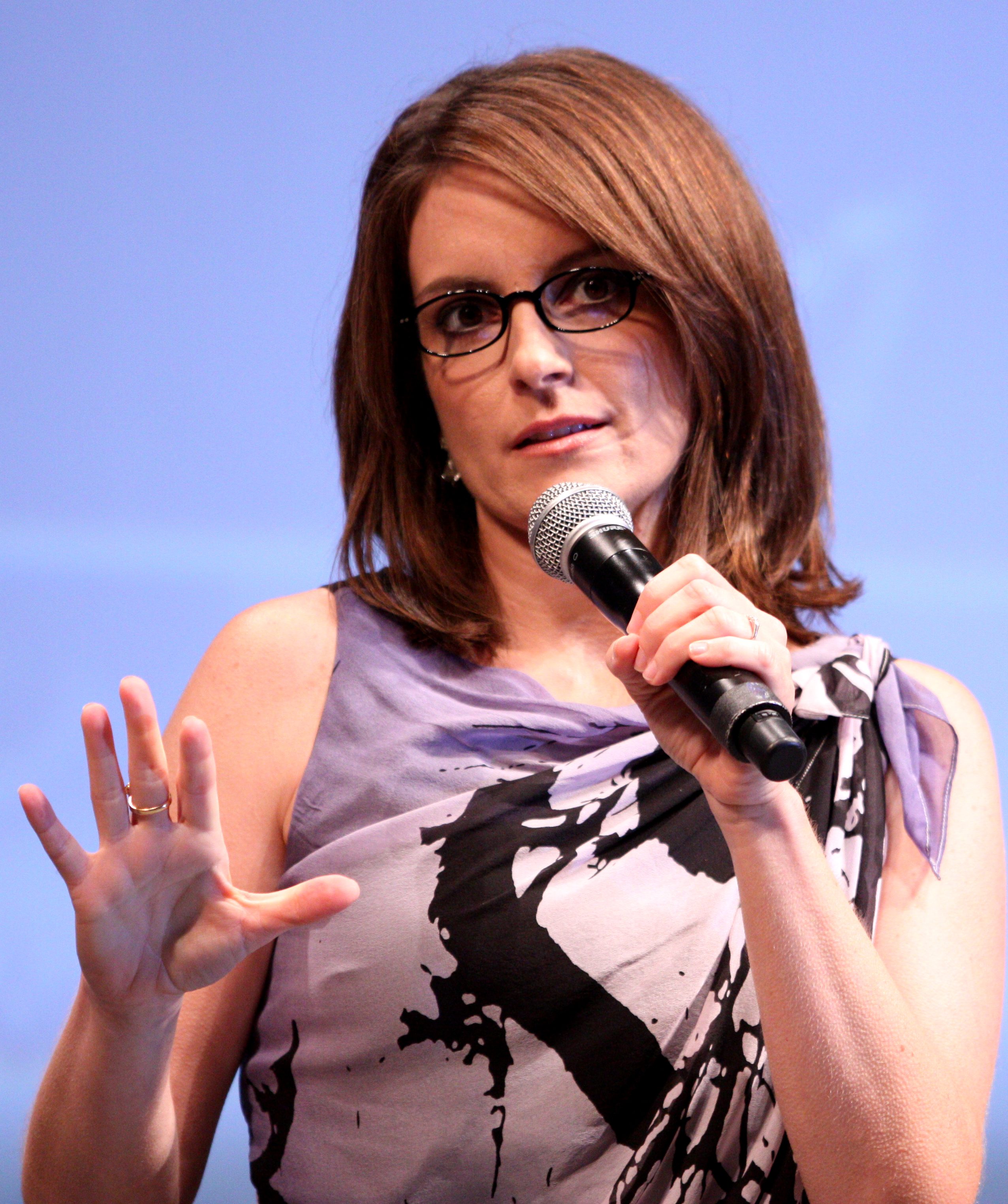
تینا فی برنده بهترین بازیگر نقش اول زن در یک سریال تلویزیونی - کمدی یا موزیکال

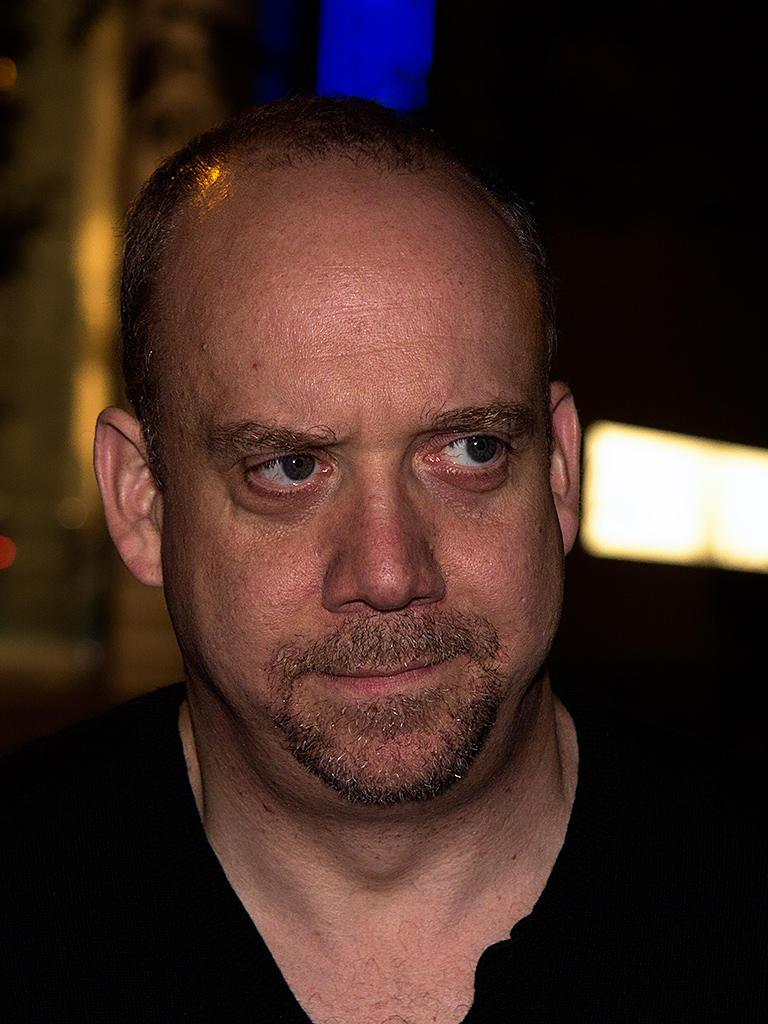
پل جیاماتی، برنده بهترین بازیگر نقش اول مرد در یک مینی سریال یا فیلم ساخته شده برای تلویزیون
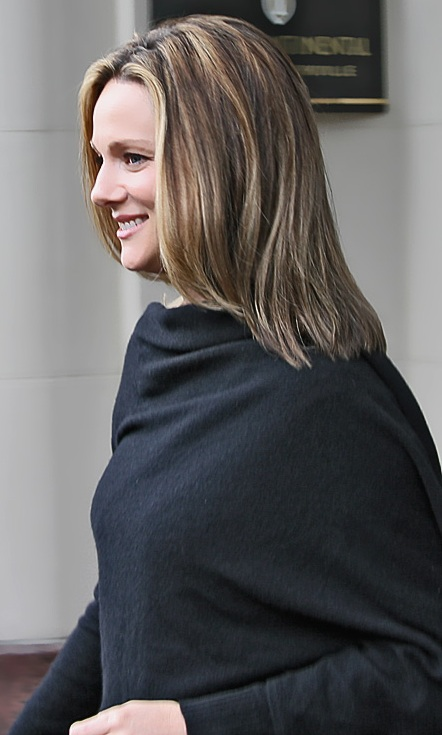
لورا لینی، برنده بهترین بازیگر نقش اول زن در یک مینی سریال یا فیلم ساخته شده برای تلویزیون
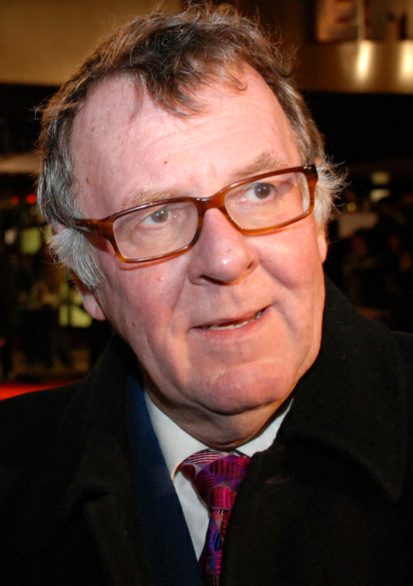
تام ویلکینسون، برنده بهترین بازیگر مرد در نقش مکمل در یک ، مینی سریال یا فیلم ساخته شده برای تلویزیون
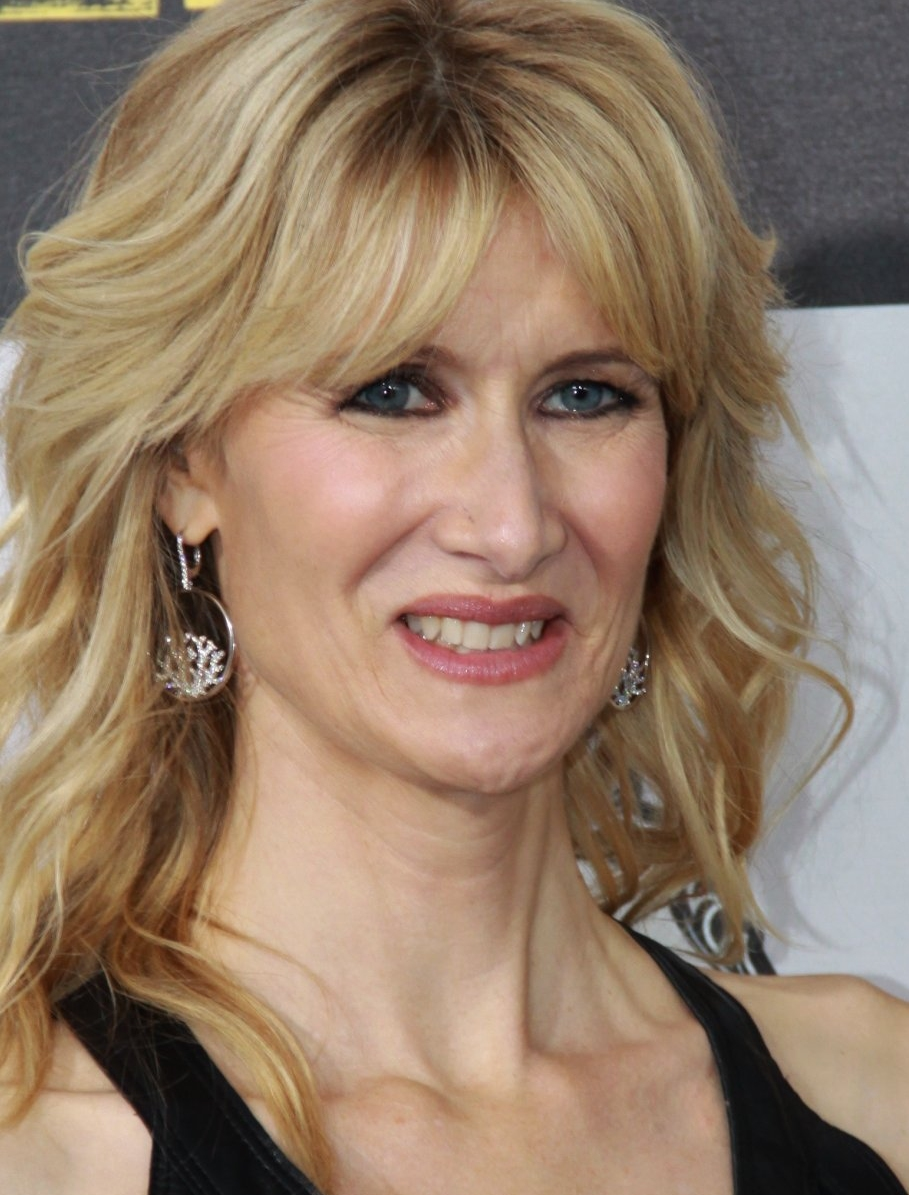
لورا درن، برنده بهترین بازیگر زن در نقش مکمل در یک ، مینی سریال یا فیلم ساخته شده برای تلویزیون